# Those Without Sin
Those Without Sin è un film muto del 1917 diretto da Marshall Neilan.

## Produzione
Il film fu prodotto dalla Jesse L. Lasky Feature Play Company.

## Distribuzione
Il copyright del film, richiesto dalla Jesse L. Lasky Feature Play Co., fu registrato il 23 febbraio 1917 con il numero LP10262.
Distribuito dalla Paramount Pictures e presentato da Jesse L. Lasky, il film uscì nelle sale statunitensi il 1º marzo 1917